# Bravados
Bravados (The Bravados) è un film del 1958 diretto da Henry King.
Il soggetto del film, girato in CinemaScope, è tratto dall'omonimo romanzo di Frank O'Rourke.

## Trama
Jim Douglas si reca a Rio Arriba per assistere all'esecuzione di quattro banditi che avrà luogo l'indomani mattina. Sei mesi prima ha avuto la moglie violentata e uccisa da quattro banditi che corrispondono alla descrizione dei catturati e dunque vuole accertarsi di persona che finalmente sia fatta giustizia. Poco dopo Douglas, arriva in città anche Simms, il carnefice incaricato per l'esecuzione. Questi non ha alcuna fretta di ispezionare la forca e visionare i condannati, rimandando queste operazioni alla sera.
Una volta accertatosi che tutta la popolazione è in chiesa per una importante festa religiosa, Simms dà inizio alla sua ispezione, accompagnato dal solo sceriffo. Giunti nella cella dei quattro, si scopre che in realtà questi è Tucker, complice dei condannati, e accoltella alla schiena lo sceriffo che reagisce uccidendolo. I banditi riescono comunque a fuggire portando con loro una ragazza come ostaggio. Lo sceriffo, seppur gravemente ferito, riesce ad avvisare la popolazione riunita in chiesa per cui viene rapidamente organizzata una spedizione per raggiungere i fuggitivi.
Douglas vi si unisce solo il giorno dopo sorprendendo tutti, anche Josefa, una proprietaria terriera che aveva conosciuto anni prima e alla quale svela la sua storia. Con arguzia e spietatezza Douglas raggiunge uno alla volta tutti i componenti della banda ma dopo averne uccisi tre, non avendo potuto evitare le violenze sulla ragazza fatta ostaggio che comunque viene liberata, scopre che ad uccidere la moglie non furono loro, ma verosimilmente un suo vicino. Risparmiato l'ultimo bandito, riparatosi in Messico, Douglas torna a Rio Arriba dove ritrova Josefa che nel frattempo si è occupata amorevolmente di sua figlia. Recatosi in chiesa per espiare le colpe dei suoi omicidi, che lo hanno reso simile alle persone da lui perseguite, trova rassicurazioni da parte del prete mentre la popolazione lo accoglie addirittura con giubilo congratulandosi con lui per il servizio reso alla collettività. Douglas per cercare di trovare la pace con se stesso ringrazia e prega la comunità di essere ricordato nelle loro orazioni.

## Riprese
Il film è stato girato in Messico, negli stati dello Yucatán e Jalisco e nelle città di Guadalajara e Morelia e nelle montagne San Jose Perua.

## Curiosità
Gregory Peck affermò che la storia del film venne scritta come attacco al maccartismo, al quale era fortemente contrario.
Lo stesso Peck, durante le riprese, decise di diventare realmente un cowboy. Comprò così un vasto ranch già in attività con oltre 600 capi di bestiame vicino a Santa Barbara, in California.